# Вавженьчиці (Нижньосілезьке воєводство)
Вавженьчиці (пол. Wawrzeńczyce) — село в Польщі, у гміні Меткув Вроцлавського повіту Нижньосілезького воєводства.
Населення — 228 осіб (2011).
У 1975-1998 роках село належало до Вроцлавського воєводства.

## Демографія
Демографічна структура станом на 31 березня 2011 року:
|          | Загалом | Допрацездатний вік | Працездатний вік | Постпрацездатний вік |
| -------- | ------- | ------------------ | ---------------- | -------------------- |
| Чоловіки | 109     | 9                  | 89               | 11                   |
| Жінки    | 119     | 10                 | 84               | 25                   |
| Разом    | 228     | 19                 | 173              | 36                   |